# آدام بوکسا
آدام بوکسا (انگلیسی: Adam Buksa؛ زادهٔ ۱۲ ژوئیهٔ ۱۹۹۶) بازیکن فوتبال اهل لهستان است.
از باشگاه‌هایی که در آن بازی کرده‌است می‌توان به باشگاه فوتبال لخیا گدانسک و باشگاه فوتبال نووارا اشاره کرد.
وی همچنین در تیم‌های ملی فوتبال زیر ۱۹ سال لهستان، زیر ۲۱ سال لهستان، و لهستان بازی کرده‌است.